# Barikot

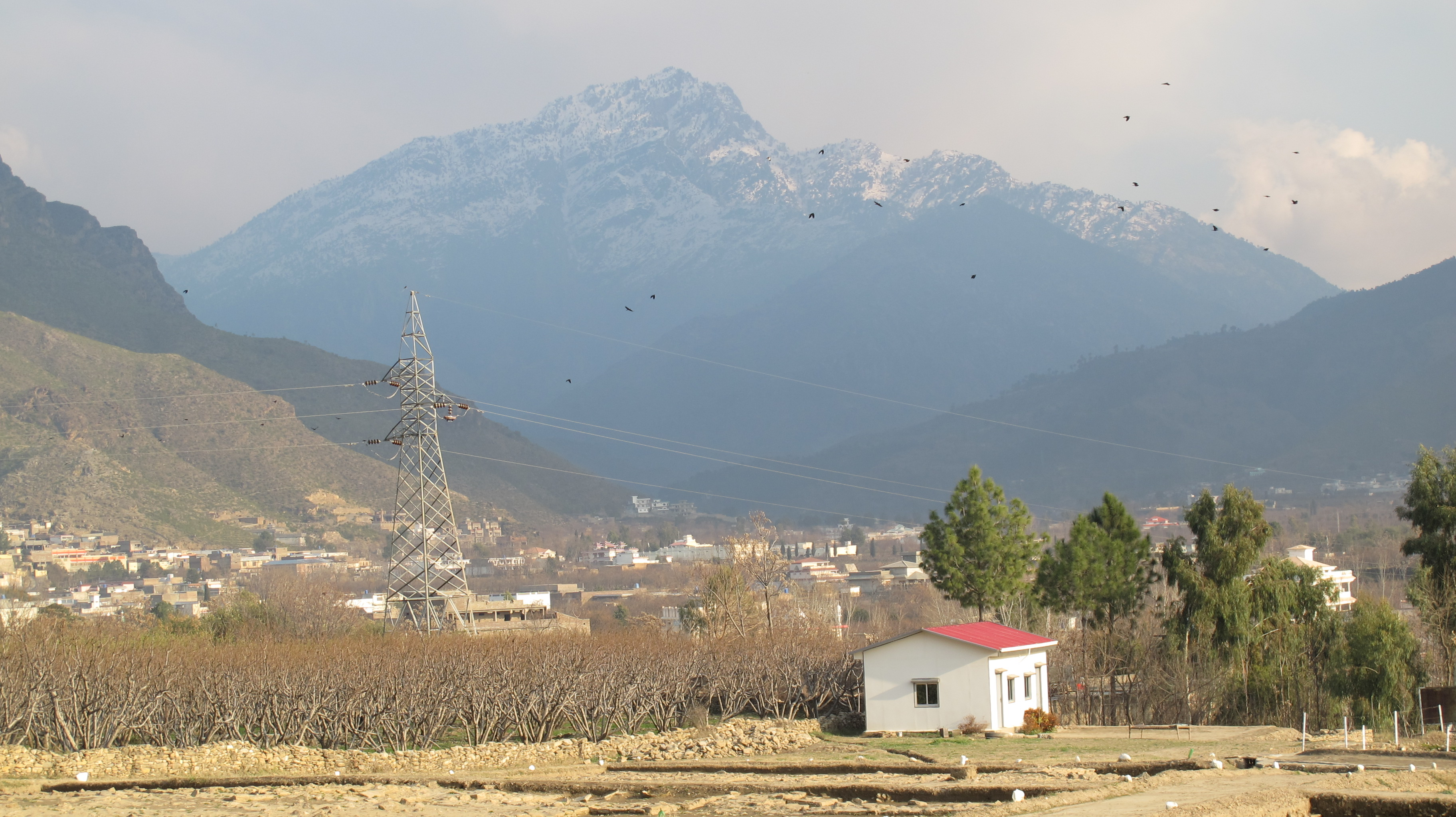
Barikot und Elum Ghar

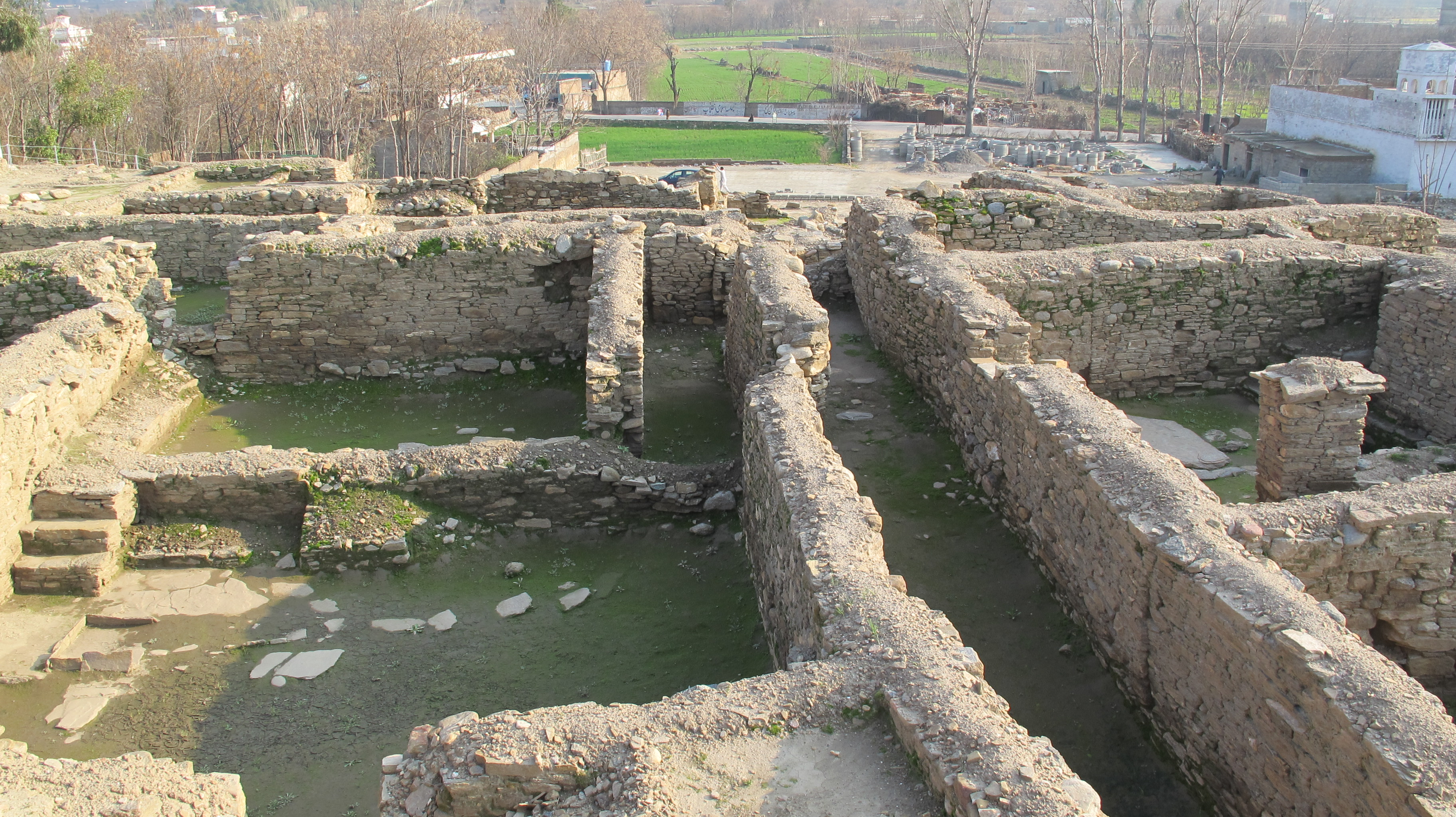
Ruinen von Ghundai

Barikot (manchmal auch Bir-Kot) ist eine Stadt mit etwa 15.000 Einwohnern im Süden des Swat-Distrikts in der Provinz Khyber Pakhtunkhwa im Norden Pakistans.

## Lage
Die etwa 800 m hoch gelegene Stadt Barikot liegt am Fluss Swat jeweils etwa 20 km (Fahrstrecke) südwestlich von Mingora und Saidu Sharif. Bis nach Peschawar sind es etwa 145 km in südwestlicher Richtung.

## Bevölkerung
Die ganz überwiegend muslimische Bevölkerung besteht aus Paschtunen und Angehörigen anderer Stammesgruppen aus dem Norden Pakistans. Die meisten sind in den letzten Jahrzehnten aus den umliegenden Bergregionen zugewandert.

## Wirtschaft
Die Landwirtschaft bildete jahrhundertelang die Existenzgrundlage der hier ansässigen Bevölkerung. In der seit den 1950er Jahren immer stärker wachsenden Stadt ließen sich Handel, Handwerk und Dienstleistungsunternehmen aller Art nieder. Die Stadt und das gesamte Swat-Tal werden immer wieder von Erdbeben heimgesucht; die neuere Betonbauweise hält jedoch den meisten Erschütterungen stand.

## Geschichte
Aurel Stein und Giuseppe Tucci identifizierten Barikot mit der in historischen Texten aus der Zeit Alexanders des Großen erwähnten antiken Stadt Bazira. Vielleicht in diese Zeit oder sogar etwas früher sind die Ruinen von Ghundai oder Ghwandai einzuordnen. Man geht heute davon aus, dass Barikot in indo-griechischer Zeit – neben Taxila – ein wichtiges Zentrum buddhistischer Religion und Kultur war.

## Sehenswürdigkeiten
Die weitgehend erst seit den 1960er Jahren entstandene Stadt verfügt über keinerlei Sehenswürdigkeiten.
Umgebung
- Die größtenteils ins 1. Jahrtausend vorchristlicher Zeit zu datierende Ausgrabungsstätte von Ghundai befindet sich etwa 3 km südlich der Stadt.
- Nahe am Swat-Ufer befindet sich ein Felshügel mit alten Wehrmauern; ob es sich dabei um die bereits in der Antike erwähnte Festung Bazira oder Vajira handelt, bleibt unklar.
- Die buddhistischen Stupas von Shingardara und Amlukdara befinden sich in etwa 5 bis 8 km Entfernung.